# NRC The Wasps
NRC The Wasps (voluit Nijmeegse Rugby Club The Wasps) is een rugbyclub uit Nijmegen. 
De club werd in 1971 opgericht en speelt nu op Sportpark De Biezen in het stadsdeel Nijmegen-West.
De club heeft jeugdteams in verschillende leeftijdscategorieën voor jongens en meisjes van 6 tot en met 17 jaar. Het damesteam speelt in de eerste klasse van Rugby Nederland, de een na hoogste afdeling van Nederland. De twee herenteams komen uit in respectievelijk de derde en de vierde klasse.
The Wasps heeft 45 jaar gespeeld op Sportpark Staddijk in Nijmegen-Zuid, maar door een groei van met name de jeugdafdeling kreeg de club te maken met ruimte-tekort. De Gemeente Nijmegen bood aan om de rugbyclub te verhuizen naar Sportpark De Biezen, meer in het centrum van Nijmegen, daar waar voetbalvereniging SCH tot 2017 gebruik heeft gemaakt van de velden. Na twee jaar van bouwen heeft The Wasps haar nieuwe accommodatie in augustus 2020 in gebruik genomen. Die accommodatie bestaat uit twee nieuw aangelegde rugbyvelden met led-verlichting eromheen, een trainingsveld, een atletiek-sintelbaan, een gerenoveerde tribune aan het hoofdveld en een spiksplinternieuw, modern rugbyclubhuis. De officiële opening had - corona-proef - plaats op vrijdag 25 september 2020 door de burgemeester van Nijmegen, Hubert Bruls.
Nieuwe leden kunnen altijd enkele weken gratis meetrainen om kennis te maken met de rugbysport en met The Wasps en om de sfeer te proeven binnen de club. Dames en heren senioren trainen iedere woensdag en vrijdag van 20.00 tot 22.00 uur, alle jeugdteams trainen op dezelfde dagen van 118.30 tot 20.00 uur (de U8 tot 19.30 uur). Aanmelden voor een training kan via een bericht aan de club, de adressen daarvoor zijn te vinden op www.wasps.nl.